# Chorthippus corsicus
Chorthippus corsicus is een rechtvleugelig insect uit de familie veldsprinkhanen (Acrididae). De wetenschappelijke naam van deze soort is voor het eerst geldig gepubliceerd in 1923 door Lucien Chopard.
1. ↑  (en) Chorthippus corsicus op de IUCN Red List of Threatened Species.